# Северен район (Рига)
Район Север (на латвийски: Ziemeļu rajons) е една от шестте административни единици, които изграждат латвийската столица Рига. Районът се намира в югоизточната част на града. Официално е създаден като административна единица през 1969 под името Октомври и получава сегашното си име на 28 декември 1990. Север е един от двата рижки района, които не са кръстени на историко-културни райони на Латвия. Район Север е петият по население район на Рига с общо 81 219 жители към 2009. Общата му площ от 77km² го нарежда на второ място по територия. Граничи с предградието Видземе, район Център и район Курземе.

## Квартали
| - Вецаки - Вецдаугава - Вецмилгравис - Кундзинсала - Мангалсала - Межапаркс |  | - Милгравис - Петерсала-Андрейсала - Саркандаугава - Трисциемс - Чиекуркалнс - Яунциемс |

## Етническа структура
- Латвийци – 33 400 (40,92%)
- Руснаци – 33 634 (41,21%)
- Беларуси – 4171 (5,11%)
- Украинци – 3715 (4,55%)
- Поляци – 1713 (2,09%)
- Други – 4985 (6,10%)